# بيرسون (فلوريدا)
بيرسون (بالإنجليزية: Pierson)‏ هي مدينة أمريكية تقع في ولاية فلوريدا. تبلغ مساحة هذه المدينة 22.7 (كم²)،ويبلغ عدد سكانها 1736 نسمة حسب إحصاء سنة 2010 م 1736.تشير إحصاءات سنة 2000م بأن الكثافة السكانية في هذه المدينة تقدر بـ(auto) نسمة/كم2 